# Fernando Cerchio
Fernando Cerchio (Luserna San Giovanni, 7 agosto 1914 – Mentana, 19 agosto 1974) è stato un regista, sceneggiatore e montatore italiano.

## Biografia
Dopo aver studiato all'Accademia di belle arti e al Centro sperimentale di cinematografia, partecipò per quattro anni alle gare dei Littoriali, realizzando nel 1936 un cartone animato in bianco e nero, Notturno. Nel 1938 entrò all'Istituto Luce come montatore e dopo un paio di anni iniziò a dirigere per lo stesso ente alcuni documentari. 
Lavorò al suo primo lungometraggio nel 1943 intitolato La buona fortuna per proseguire nel dopoguerra con prodotti destinati al grande pubblico, tra cui i film mitologici della fine degli anni cinquanta. 
Diresse Totò in tre parodie del cinema peplum: Totò contro Maciste (1962), Totò e Cleopatra (1963) e Totò contro il pirata nero (1964). 
Era il padre del direttore della fotografia Carlo Cerchio.

## Filmografia

### Film
- Carbonia (1940)
- La buona fortuna (1944)[2]
- Porte chiuse (1945) insieme a Carlo Borghesio
- Aldo dice 26x1 (1945) insieme a Carlo Borghesio
- Cenerentola (1949)
- Gente così (1949)
- Il bivio (1951)
- Il figlio di Lagardère (1952)
- Il bandolero stanco (1952)
- Lulù (1953)
- Addio mia bella signora (1953)
- Il visconte di Bragelonne (1954)
- I quattro del getto tonante (1955)
- Gli amanti del deserto (1956) insieme a Gianni Vernuccio, Goffredo Alessandrini e León Klimovsky
- I misteri di Parigi (1957)
- La Venere di Cheronea (1958) insieme a Viktor Tourjansky
- Giuditta e Oloferne (1959)
- Il sepolcro dei re (1960)
- Nefertite, regina del Nilo (1961)
- Totò contro Maciste (1962)
- Lo sceicco rosso (1962)
- Col ferro e col fuoco (1962)
- Totò e Cleopatra (1963)
- Totò contro il pirata nero (1964)
- Per un dollaro di gloria (1966)
- Il marchio di Kriminal (1967)
- Segretissimo (1967)
- La morte sull'alta collina (1969)

### Documentari
- Carbonia (1940)
- La fontana di Trevi (1941)
- Comacchio (1942)
- La città di Stendhal (1949)
- Concerto nel parco (1949)
- Roma che scompare (1960)
- Prigionieri del cemento (1964)
- Colosseo '67 (1967)
- Con una vecchia guida (1968)
- Spazi urbanistici (1969)
- L'urbe (1970)
- Roma verde, verde Roma (1972)

### Animazione
- Notturno (1935)
- Notturno n°2 (1935)

### Sceneggiatura
- Tre notti violente, regia di Nick Nostro (1966)